# Суркічень
Суркічень (рум. Surchiceni) — село в Молдові в Каушенському районі. Входить до складу комуни, центром якої є село Баймаклія. 
| Молдова | Це незавершена стаття з географії Молдови. Ви можете допомогти проєкту, виправивши або дописавши її. |